# Eupithecia immodica
Euphitecia immodica es una especie de polilla de la familia Geometridae. La especie fue descrita por primera vez por Louis Beethoven Prout habiendo sido descrita en 1926, con distribución en la República del Congo. El holotipo de la especie fue descrita en el Monte Mikeno, parte de las montañas Virunga de Uganda.

## Descripción
E. immodica es una polilla de gran tamaño, en comparación a otras especies de su género, con una envergadura de 31 a 35 milímetros (1,2 a 1,4 plg).
La polilla es marrón grisáceo. En su cara cuenta con un pequeño penacho de escamas salientes en el borde inferior. Los palpos cuentan con escamas salientes ásperas dirigidas hacia adelante. Tiene un cinturón blanco-gris en la base del abdomen. EL ala anterior es larga y estrecha, de color marrón velloso muy brillante y marrón vinoso oscuro o rojizo en el área media y distal. El ala posterior es alargada costalmente y blanquecina, ligeramente sombreada con gris más allá de la mitad.